# 美しい人妻の危険な旅
『美しい人妻の危険な旅』（うつくしいひとづまのきけんなたび）は、1990年にテレビ朝日系「土曜ワイド劇場」で放送されたテレビドラマ。主演は梶芽衣子。視聴率は15.3%。
月曜ワイド劇場の一作として1983年ごろに制作されたもののお蔵入りとなっていた。

## キャスト
- 浜田静子（浜田の妻） - 梶芽衣子
- 竹村伸子（熱海のクラブ「銀馬車」ホステス） - かたせ梨乃
- 香川芳江（ホテル「暖香園」仲居） - 池波志乃
- 羽田野（芳江の弟） - 加納竜
- 芦沢（新聞記者） - 三澤慎吾
- 「銀馬車」バーテン - 石倉三郎
- イーグルズ球団事務所員 - 加島潤
- 刑事 - 笠井一彦
- 浜田浩（プロ野球イーグルズのスカウト） - 小林稔侍
- 柏木（プロ野球ジャガースのスカウト） - 勝野洋
- 伊藤彰、高橋恵子、松山照夫、竹村晴彦、太田直人、兼本新吾、和田めぐみ、村上幹夫、平垣達也、柏木七穂、幸正純治、石川麻利子、春江ふかみ

## スタッフ
- 原作 - 高原弘吉『あるスカウトの死』
- 脚本 - 岡本克己
- 監督 - 貞永方久
- 音楽 - 津島利章
- プロデューサー - 江夏浩一、和佐英彦
- 制作 - テレビ朝日、松竹